# Love Mysterious
Love Mysterious — четвёртый студийный альбом DJ Kaskade, выпущен 26 сентября 2006 года на лейбле Ultra Records.
Первый сингл с альбома «Be Still», достиг 4 позиции в чарте Billboard Magazine’s Hot Dance Club Play.

## Список композиций
1. «Stars Align» — 4:18
2. «Be Still» — 3:45
3. «In This Life» — 4:21
4. «All You» — 4:05
5. «Sorry» — 4:38
6. «Distance» — 3:39
7. «The X» — 4:47
8. «Fake» — 3:00
9. «Sometimes» — 5:14
10. «Never Ending» — 3:59
11. «4 AM» — 4:18